# Nastri d'argento - Grandi Serie 2025
La 5ª edizione dei Nastri d'argento - Grandi Serie si è tenuta il 31 maggio 2025 presso il Teatro di corte di Palazzo Reale di Napoli.

## Premi e candidature
I vincitori sono indicati in grassetto, a seguire gli altri candidati.

### Miglior serie TV - Crime
- Avetrana - Qui non è Hollywood, regia di Pippo Mezzapesa
- ACAB - La serie, regia di Michele Alhaique
- Dostoevskij, regia di Damiano e Fabio D'Innocenzo
- Stucky, regia di Valerio Attanasio
- The Bad Guy, regia di Giancarlo Fontana e Giuseppe G. Stasi

### Miglior serie TV - Drama
- L'arte della gioia, regia di Valeria Golino
- Fuochi d'artificio, regia di Susanna Nicchiarelli
- Il Gattopardo, regia di Bruno Heller
- L'amica geniale, regia di Laura Bispuri
- Leopardi - Il poeta dell'infinito, regia di Sergio Rubini

### Miglior serie TV - Dramedy
- Tutto chiede salvezza, regia di Francesco Bruni
- La vita che volevi, regia di Simone Pasticciere
- Miss Fallaci, regia di Luca Ribuoli
- Storia della mia famiglia, regia di Claudio Cupellini
- Tutto quello che ho, regia di Patrizio Gianna

### Miglior serie TV - Commedia
- Hanno ucciso l'Uomo Ragno - La leggendaria storia degli 883, regia di Sydney Sibilia
- Imma Tataranni - Sostituto procuratore, regia di Francesco Amato
- Sconfort Zone, regia di Maccio Capatonda
- Vincenzo Malinconico, avvocato d'insuccesso, regia di Luca Miniero
- Vita da Carlo, regia di Carlo Verdone

### Miglior film TV
- Questi fantasmi!, regia di Alessandro Gassmann
- La bambina con la valigia, regia di Gianluca Mazzella
- La farfalla impazzita, regia di Kiko Rosati

### Miglior attrice protagonista
- Tecla Insolia - L'arte della gioia
- Irene Maiorino - L'amica geniale
- Benedetta Porcaroli - Il Gattopardo
- Lunetta Savino - Libera
- Vanessa Scalera - Avetrana - Qui non è Hollywood

### Miglior attore protagonista
- Filippo Timi - Dostoevskij
- Luigi Lo Cascio - The Bad Guy
- Fabrizio Gifuni - L'amica geniale
- Leonardo Maltese - Leopardi - Il poeta dell'infinito
- Eduardo Scarpetta - Storia della mia famiglia

### Miglior attore non protagonista
- Guido Caprino - L'arte della gioia
- Paolo Calabresi e Francesco Colella - Il Gattopardo
- Antonio Catania - The Bad Guy
- Gabriel Montesi - Dostoevskij
- Fausto Russo Alesi - Leopardi - Il poeta dell'infinito

### Miglior attrice non protagonista
- Valeria Bruni Tedeschi e Jasmine Trinca - L'arte della gioia (ex aequo)
- Selene Caramazza - The Bad Guy
- Carlotta Gamba - Dostoevskij
- Maria Paiato - Vita da Carlo
- Anna Rita Vitolo - L'amica geniale

## Premi Speciali
I vincitori sono indicati in grassetto.

### Serie TV dell'anno
- M - Il figlio del secolo, regia di Joe Wright

### Nastro d'argento Speciale - Coproduzione internazionale
- Il conte di Montecristo, regia di Bille August

### Nastro d'argento Speciale - Protagonisti dell'anno
- Luca Marinelli - M - Il figlio del secolo
- Kim Rossi Stuart - Il Gattopardo
- Alba Rohrwacher - L'amica geniale
- Monica Guerritore - Inganno
- Vittoria Schisano - La vita che volevi

### Premio Speciale
- Salvatore Esposito - Piedone - Uno sbirro a Napoli
- Pappi Corsicato - Inganno
- Damiano e Fabio D'Innocenzo - Dostoevskij

### Rivelazioni dell'anno
- Elia Nuzzolo e Matteo Oscar Giuggioli - Hanno ucciso l'Uomo Ragno - La leggendaria storia degli 883

### Premio Fondazione Claudio Nobis
- Alma Noce - L'arte della gioia

### Premio Nuovo Imaie
- Miriam Dalmazio e Marco Rossetti - Costanza

### Nastro d'argento SIAE per la sceneggiatura
- Alice Urciuolo